# Sant Vicenç de Castellolí
Sant Vicenç és una església ruïnosa sobre un turó proper al nucli urbà de Castellolí (Anoia) protegida com a bé cultural d'interès local. Està bastida a mig pendent entre el castell i l'actual poble. És d'una nau, amb creuer i tres capelles per banda i campanar de torre de base quadrangular. Tenia retaules de l'època barroca i pintures (les pintures al fresc fetes per un pintor francès que passà ocasionalment pel lloc). Les restes de les pintures encara es poden veure a les capelles laterals i a la planta central: angelets, músics, decoracions en vermell, marró, blau fosc, etc. Fou destruïda en part el 1936 i des d'aleshores fou abandonada. Pertany al segle xviii, any 1705, substituint l'antiga parròquia del lloc i primitiva capella del Castell de Castellolí. Fou destruïda durant la Guerra Civil, l'any 1936 i substituïda per la tercera església parroquial, construïda l'any 1940, de maons i neoromànica.